# Hans von Dohnanyi
Hans von Dohnanyi [doˈnaːni], född den 1 januari 1902 i Wien, Österrike-Ungern, död den 9 april 1945 i koncentrationslägret Sachsenhausen, var en tysk jurist och motståndsman mot Hitlerregimen. von Dohnanyi ledde från 1938 Abwehrs politiska avdelning under Hans Oster.